# Temple Ramappa
Le temple Ramappa, également connu sous le nom de temple de Rudreshwara, est un temple hindou de style Kâkâtiya dédié au dieu Shiva, situé au Telangana, en Inde. Il est situé à 15 km de Mulugu, 66 km de Warangal et 209 km de Hyderabad.

## Historique
Une inscription dans le temple indique qu'il a été construit en l'an 1213 apr. J.-C. par Recharla Rudra - un général du dirigeant Kakatiya Ganapati Deva (1199–1262), . Situé à proximité du lac Ramappa, le complexe du temple Ramappa, composé de trois temples, a été construit entre 1212 et 1234 et conçu par l'architecte Ramappa - d'après qui le complexe du temple a été nommé.
Le temple est resté bien conservé, même après des guerres successives, des pillages et autres destructions liés aux catastrophes naturelles. Un tremblement de terre majeur au XVIIe siècle a causé quelques dégâts, qui furent relatifs grâce à la technique du lit de sable (sandbox technique), employée à la pose des fondations.

## Description
Le temple Ramappa se dresse majestueusement sur une plate-forme en forme d'étoile, haute de 6 pieds (1,8 m). La salle devant le sanctuaire comporte de nombreux piliers sculptés qui ont été positionnés pour créer un effet qui combine à merveille la lumière et l'espace. Le temple porte le nom du sculpteur et architecte Ramappa, qui l'a construit, ce qui en fait le seul temple en Inde à porter le nom de son concepteur.
La structure principale est en grès rougeâtre, mais les colonnes qui la bordent autour ont de grandes consoles de basalte noir. Celles-ci sont sculptées sous la forme d'animaux mythiques, de danseuses ou de musiciennes, et sont « les chefs-d'œuvre de l'art Kakatiya, remarquables pour leur taille délicate, leurs postures sensuelles et leurs corps et têtes allongés ».
Le toit (garbhalayam) du temple est construit avec des briques, qui sont si légères qu'elles sont capables de flotter dans l'eau.
Deux petits sanctuaires consacrés à Shiva (Kateshwara et Kameshwara) sont situés de chaque côté du temple principal. Un énorme Nandi est logé dans un pavillon face au sanctuaire principal de Shiva, et subsiste dans un bon état.
Beaucoup des structures plus modestes ont été négligées et sont en ruines. Le portail d'entrée principal, sur le mur de clôture du temple, est également en ruine. L'Archaeological Survey of India a pris en charge les restaurations à effectuer.

## Protection
Le 25 juillet 2021, le temple a été inscrit au patrimoine mondial de l'UNESCO sous le nom de « Temple de Kakatiya Rudreshwara (Ramappa), Telangana »,.